# Selección femenina de rugby 7 de Costa Rica
La selección femenina de rugby 7 de Costa Rica es el equipo femenino nacional de la modalidad de seven.

## Palmarés
- Seven Centroamericano Femenino (3): 2013, 2018, 2022

## Participación en copas
| - No ha clasificado - No ha clasificado - No ha clasificado - No ha clasificado - San Salvador 2023:: 5º puesto - Managua 2017: 2º puesto - Rainforest Rugby Seven´s 2014: 4° puesto - Copa Desafío Volaris 2019: 2° puesto | - Santa Fe 2015: 8º puesto (último) - Montevideo 2017: 7º puesto (último) - Montevideo 2018: 8º puesto (último) - Asunción 2019: 7º puesto - Lima 2019: 10º puesto (último) - Montevideo 2019: 7º puesto - Montevideo 2020: 8º puesto (último) - Montevideo 2021: 8º puesto - Saquarema 2022: no participó - Concepción de la Unión 2013: Campeón - Ciudad del Saber 2014: 2º puesto - San Salvador 2015: 2º puesto - Ciudad de Guatemala 2016: 4º puesto - San José 2017: 2º puesto - San José 2018: Campeón |

## Estadísticas
Solo se contabilizan partidos de la selección mayor en torneos oficiales.
| Adversario   | Jugados | Ganados | Perdidos | Empatados | % Efectividad |
| ------------ | ------- | ------- | -------- | --------- | ------------- |
| Argentina    | 6       | 0       | 6        | 0         | 0.0%          |
| Brasil       | 4       | 0       | 4        | 0         | 0.0%          |
| Chile        | 7       | 0       | 7        | 0         | 0.0%          |
| Colombia     | 5       | 0       | 5        | 0         | 0.0%          |
| Costa Rica B | 1       | 1       | 0        | 0         | 100.0%        |
| El Salvador  | 8       | 8       | 0        | 0         | 0.0%          |
| Guatemala    | 12      | 5       | 6        | 1         | 0.0%          |
| Honduras     | 1       | 1       | 0        | 0         | 0.0%          |
| México       | 3       | 0       | 3        | 0         | 0.0%          |
| Nicaragua    | 6       | 6       | 0        | 0         | 0.0%          |
| Panamá       | 9       | 9       | 0        | 0         | 0.0%          |
| Panamá B     | 1       | 1       | 0        | 0         | 100.0%        |
| Paraguay     | 3       | 0       | 3        | 0         | 0.0%          |
| Perú         | 9       | 0       | 9        | 0         | 0.0%          |
| Uruguay      | 7       | 1       | 6        | 0         | 0.0%          |
| Venezuela    | 3       | 1       | 2        | 0         | 0.0%          |
| Total        | 85      | 33      | 51       | 1         | 38.82%        |

Último Test Match considerado: Costa Rica vs Perú (0-31) - 29 de Noviembre de 2020.